# Albin Bühl
Albin Bühl – niemiecki as myśliwski z czasów I wojny światowej z 6 potwierdzonymi zwycięstwami powietrznymi.
Albin Bühl służył w Seefrontstaffel w 1917 roku. W jednostce odniósł swoje pierwsze podwójne zwycięstwo powietrzne, 19 grudnia 1917 roku, w okolicach Ostende zestrzelił samolot Airco DH.4, a kilka minut później w okolicach Off Blankenburghe kolejny z No. 5 Squadron RNAC. W jednostce odniósł jeszcze dwa zwycięstwa w 1918 roku. Następnie został przeniesiony do Marine Feldjagdstaffel Nr. IV. W jednostce odniósł trzy kolejne zwycięstwa wszystkie nad samolotami Sopwith Dolphin. 28 września oraz 4 października były to samoloty należące do No. 87 Squadron RAF.
Dalsze losy Albina Bühla nie są znane.